# آنه سانتستبان
آنه سانتستبان (انگلیسی: Ane Santesteban؛ زادهٔ ۱۲ دسامبر ۱۹۹۰) دوچرخه‌سوار اهل اسپانیا است.
وی در مسابقات کشوری و بین‌المللی در مجموع برندهٔ ۱ مدال نقره شده‌است.